# 新井裕 (警察官僚)

1965年、警察庁長官就任時

新井 裕（あらい ひろし、1914年〈大正3年〉5月13日 - 2008年〈平成20年〉5月1日）は、昭和期の内務・警察官僚、実業家。警察庁長官、日本航空専務、日本アジア航空会長。

## 経歴
栃木県出身。新井二巳也の五男として生まれる。巣鴨中学校を経て、第一高等学校を卒業。1936年（昭和11年）10月、高等試験行政科試験に合格。1937年（昭和12年）3月、東京帝国大学法学部を卒業。同年4月、内務省に入省し内務属となり警保局に配属。
以後、地方事務官・長野県工場課長兼地方課長、同知事官房主事、企画院事務官、兵庫県食糧課長などを経て、東京都財務課予算係長に就任し終戦を迎えた。
1945年（昭和20年）9月、内務事務官・警保局勤務となり、以後、福島県警察部長、国家地方警察福島県本部警察長、国家地方警察本部刑事部捜査課長、同警務部人事課長、警察庁人事課長、同警務部参事官、警視庁刑事部長、警察庁刑事局長、同警務局長、警察庁次長を歴任。1965年（昭和40年）5月、警察庁長官に就任し1969年（昭和44年）8月まで在任した。
退官後、1970年（昭和45年）6月、日本航空常勤顧問、同専務、日本アジア航空会長、警察協会会長、警察育英会理事長、都市防犯研究センター会長などを歴任した。
1986年（昭和61年）11月、勲二等旭日重光章を受章。

## エピソード
警察庁長官在任中に発生したハガチー事件の際、外務省の官僚に「警察は何をしている。学生の騒ぎぐらい鎮圧できないのか」といわれ、「実力でやればわけないよ。しかし、それでは長い目でみて治安は保てない。第一、こんな騒ぎは誰に責任がある。政治じゃないか」と言い返したという。

## 著書
- 『アメリカの警察制度』警視廳自警會、1946年。
- 『警察と私』警察時報社、1965年。
- 『社会の要望にこたえるために 警察の近代化』野州文庫、1966年。
- 『捜査と人』立花書房、1990年。